# D'En Vicenç Vaquer
D'En Vicenç Vaquer es un cultivar de higuera de tipo higo común Ficus carica, unífera con higos de epidermis de color de fondo morado-marrón rojizo con sobre color verde amarillento localizado sobre la zona del cuello. Se cultiva en la colección de higueras de Montserrat Pons i Boscana en Llucmajor, Islas Baleares.

## Sinonimia
- „sin sinónimo“,[4][6][7]

## Historia
Actualmente la cultiva en su colección de higueras baleares Montserrat Pons i Boscana, rescatada de un ejemplar o higuera madre localizada y cultivada en la finca "can Pontà" en el término de Llucmajor, propiedad de Antoni Coll y Esperança Vaquer.
La variedad 'D'En Vicenç Vaquer' es desconocida en los higuerales de la isla de Mallorca, se le ha puesto el nombre del prospector Vicens Vaquer, verdadero descubridor de esta variedad.

## Características
La higuera 'D'En Vicenç Vaquer' es una variedad unífera de tipo higo común. Árbol de mediana vigorosidad, con un buen desarrollo, con copa deforme de ramaje y follaje muy claro y de pocas hojas en las ramas primarias. Sus hojas son de 3 lóbulos en su mayoría (60%), de 5 lóbulos (30%) y pocas de 1 lóbulo. Sus hojas con dientes presentes márgenes ondulados, ángulo peciolar obtuso. 'D'En Vicenç Vaquer' tiene mucho desprendimiento de higos, y un rendimiento productivo medio y periodo de cosecha medio. La yema apical cónica de color verde amarillento.
Los frutos 'D'En Vicenç Vaquer' son higos de un tamaño de longitud x anchura:45 x 38 mm, con forma urceolada algo esféricos, presentando un buen porcentaje de frutos aparejados pero no formaciones anormales, que presentan unos frutos medianos de unos 21,340 gramos en promedio, de epidermis con consistencia dura, grosor de la piel medio, con color de fondo verde claro con sobre color de fondo morado-marrón rojizo con sobre color verde amarillento localizado sobre la zona del cuello. Ostiolo de 2 a 3 mm con escamas pequeñas moradas. Pedúnculo de 1 a 4 mm cilíndrico verde claro. Grietas reticulares finísimas. Costillas marcadas. Con un ºBrix (grado de azúcar) de 23 de sabor dulce, con color de la pulpa rojo encarnado. Con cavidad interna ausente, con numerosos aquenios pequeños. Son de un inicio de maduración en los higos sobre el 24 de agosto al 28 de septiembre. De rendimiento productivo medio y periodo de cosecha medio. Variedad desconocida en el agro de la isla de Mallorca.
Se usa como higos frescos en alimentación humana, y en fresco y en seco para ganado porcino y ovino. Mediana abscisión del pedúnculo y buena facilidad de pelado. Son bastante  resistentes a las lluvias, y a la apertura del ostiolo, pero muy susceptibles al desprendimiento.

## Cultivo
'D'En Vicenç Vaquer', se utiliza higos frescos en humanos, y frescos y secos para el ganado. Se está tratando de recuperar de ejemplares cultivados en la colección de higueras baleares de Montserrat Pons i Boscana en Llucmajor.